# Después de Lucía
Pour plus de détails, voir Fiche technique et Distribution.
Después de Lucía est un film franco-mexicain coproduit, écrit, réalisé et monté par Michel Franco et sorti en 2012.

## Synopsis
Après la mort de Lucía survenue six mois auparavant dans un accident de voiture, Roberto et sa fille Alejandra quittent leur ancien domicile de Puerto Vallarta pour emménager à Mexico. Au cours de son intégration dans son nouveau lycée, Alejandra se rend à une soirée avec ses nouveaux camarades, au cours de laquelle elle a une relation sexuelle avec José, qui la filme avec son portable. Le lendemain, la vidéo circule dans l'école, et Alejandra commence à être victime de harcèlement scolaire de la part de ses camarades. Voulant protéger son père, elle s'enferme dans le silence et préfère mentir plutôt que révéler les exactions dont elle est victime.

## Fiche technique
Sauf indication contraire, les informations mentionnées dans cette section peuvent être confirmées par les bases de données cinématographiques IMDb et Allociné,  présentes dans la section « Liens externes ».
- Titre original : Después de Lucía
- Réalisation : Michel Franco
- Scénario : Michel Franco
- Costumes : Evelyn Robles
- Photographie : Chuy Chávez
- Son : Daniel Paredes Guerrero
- Montage : Michel Franco et Antonio Bribiesca
- Production : Marco Polo Constandse, Michel Franco, Alexis Fridman, Elias Menasse, Billy Rovza et Fernando Rovzar
- Sociétés de production : Filmadora Nacional, Lemon Films, Pop Films et Stromboli Films
- Société de distribution : BAC Films (France)
- Pays de production :  Mexique,  France
- Langue originale : espagnol
- Format : couleur - 2,35:1 - 35mm
- Genre : drame
- Durée : 103 minutes
- Dates de sortie :
  - France : 24 mai 2012 (festival de Cannes) ; 3 octobre 2012 (sortie nationale)
  - Mexique : 20 juillet 2012 (festival de Guanajuato) ;19 octobre 2012 (sortie nationale)

## Distribution
Sauf indication contraire, les informations mentionnées dans cette section peuvent être confirmées par les bases de données cinématographiques IMDb et Allociné,  présentes dans la section « Liens externes ».
- Tessa Ia (VF : Camille Donda) : Alejandra
- Hernán Mendoza (VF : Joël Zaffarano) : Roberto
- Gonzalo Vega Sisto : José
- Tamara Yazbek Bernal : Camila
- Paco Rueda : Javier
- Paloma Cervantes : Irene
- Humberto Busto : Mauricio
- Toma Brun : Tommi, le petit garçon d'école maternelle dont Alejandra est le souffre-douleur

## Distinctions

### Récompenses
- Festival de Cannes 2012 : prix Un certain regard
- Tournai Ramdam Festival  2013 : fiction « la plus dérangeante »